# NEE

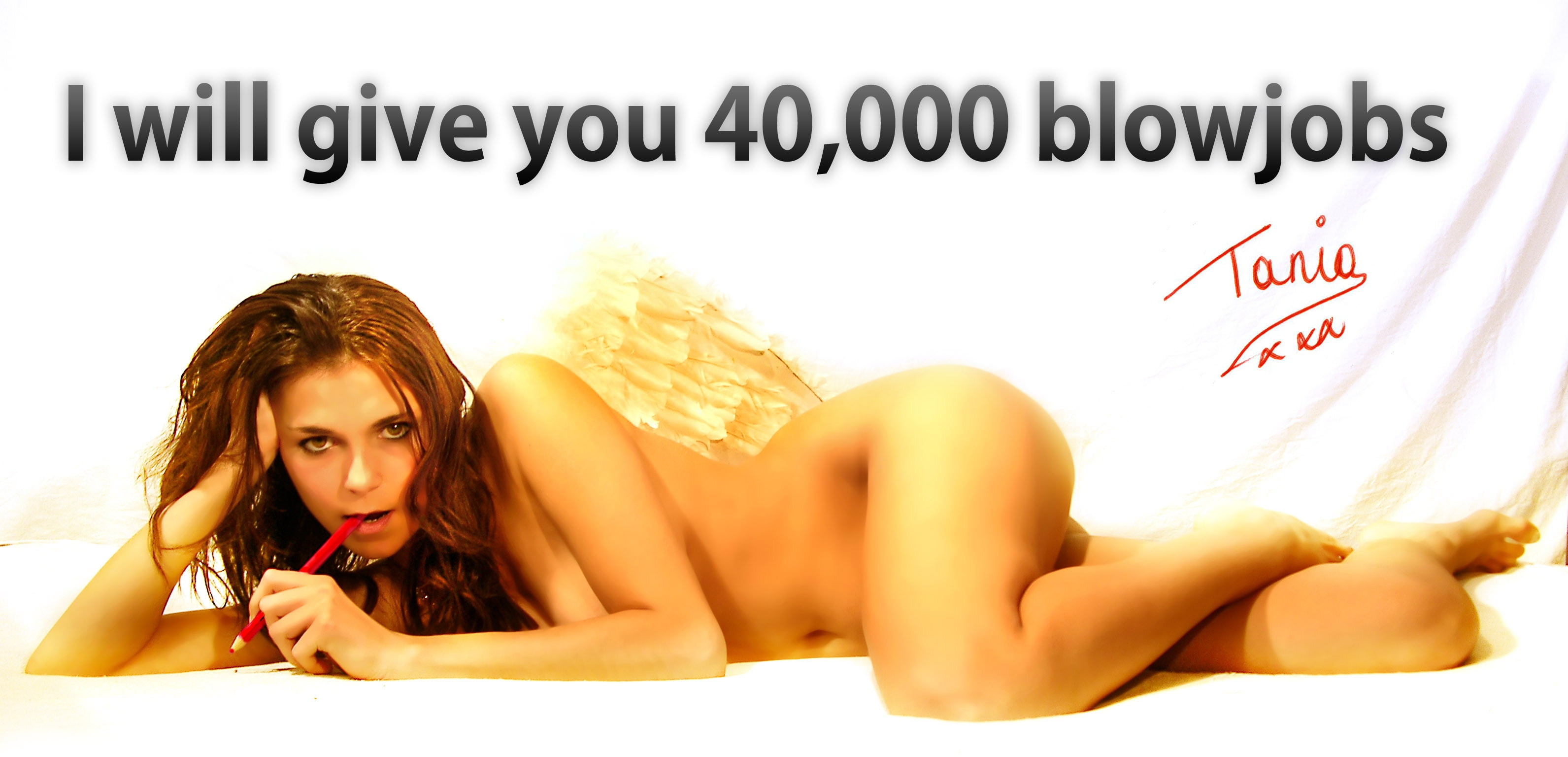
Tania Derveaux, blowjobcampagnereclame

NEE was een ludieke politieke verkiezingslijst in Antwerpen die in 2005 het levenslicht zag.
De leden van NEE vertoonden na de verkiezingen van 2007 geen politieke activiteit meer en verlegden hun activiteiten naar een filmproject.

## Doelstellingen
NEE probeerde mensen die ontevreden waren met de visies en realisaties van alle bestaande politieke partijen, de mogelijkheid geven om een signaal over te brengen aan de politici door NEE te stemmen. Op die manier kon men actief stemmen van de echte politieke partijen ontnemen. De partij vertrok vanuit het standpunt dat veel mensen het vertrouwen in de politici en hun altruïstische intenties verloren waren. Deze mensen konden hun mening niet kwijt door niet te stemmen, aangezien men vanwege de stemplicht dan het risico loopt beboet te worden. Blanco stemmen geeft hun ontevredenheid evenmin weer, want die stemmen worden uiteindelijk verdeeld onder de bestaande partijen. Het percentage NEE-stemmers zou in het desbetreffende politieke orgaan vertegenwoordigd worden met lege zetels, en de ontevredenheid dus wel fysiek tonen.
Hoewel de partij als bedoeling had de negatieve gevoelens van de kiezers te kanaliseren, probeerde ze ook constructief te zijn. NEE hoopt dat de politici over hun houding zullen nadenken wanneer de kieslijst NEE een aanzienlijk percentage bij de verkiezingen haalt. Die zelfreflectie zou in het politieke landschap meer betrouwbaarheid en inzet voor het algemene goed kunnen opleveren.
NEE had verder geen politiek programma in de klassieke zin, en beschouwde zichzelf dus niet als een 'partij' maar eerder als een 'protestbeweging' die zich inzet voor democratie en vrije meningsuiting in de maatschappij.

## Campagnevoering
De lijst voerde campagne door opvallende verkiezingsaffiches, e-mailcampagnes, filmpjes via internet en een website. De inhoud van de campagne was tweeledig. Enerzijds uitte NEE vaak kritiek op het gedrag van de prominente partijen. Anderzijds vermeldden leden van NEE regelmatig in hun propaganda dat ze liefst zo weinig mogelijk stemmen willen verwerven, aangezien een grote hoeveelheid NEE-stemmen zou wijzen op een ongezonde democratie.
In 2007 nam de lijst deel aan de federale verkiezingen. In de campagne viel de partij op doordat Derveaux als satirische reactie op de beloften van andere partijen dat ze voor een x-aantal jobs zouden zorgen, zelf veertigduizend blowjobs aanbood aan belangstellenden. Na internationale belangstelling werd de belofte uiteindelijk ingelost door de blowjobs virtueel uit te voeren via YouTube. Lin Chong, een actrice die de titel Tania's blowjob-assistant werd toegekend, maakte in de clip bewegingen alsof ze orale seks uitvoerde bij de kijker.

## Verkiezingsresultaten
In 2006, bij de gemeenteraadsverkiezingen, haalde de partij met lijstaanvoerder Tania Derveaux, 1,51% van de stemmen.
In de federale verkiezingen van 2007 behaalde NEE een score van 0,18% voor de Senaat, niet genoeg om een zetel te winnen.